# Hercules MF3

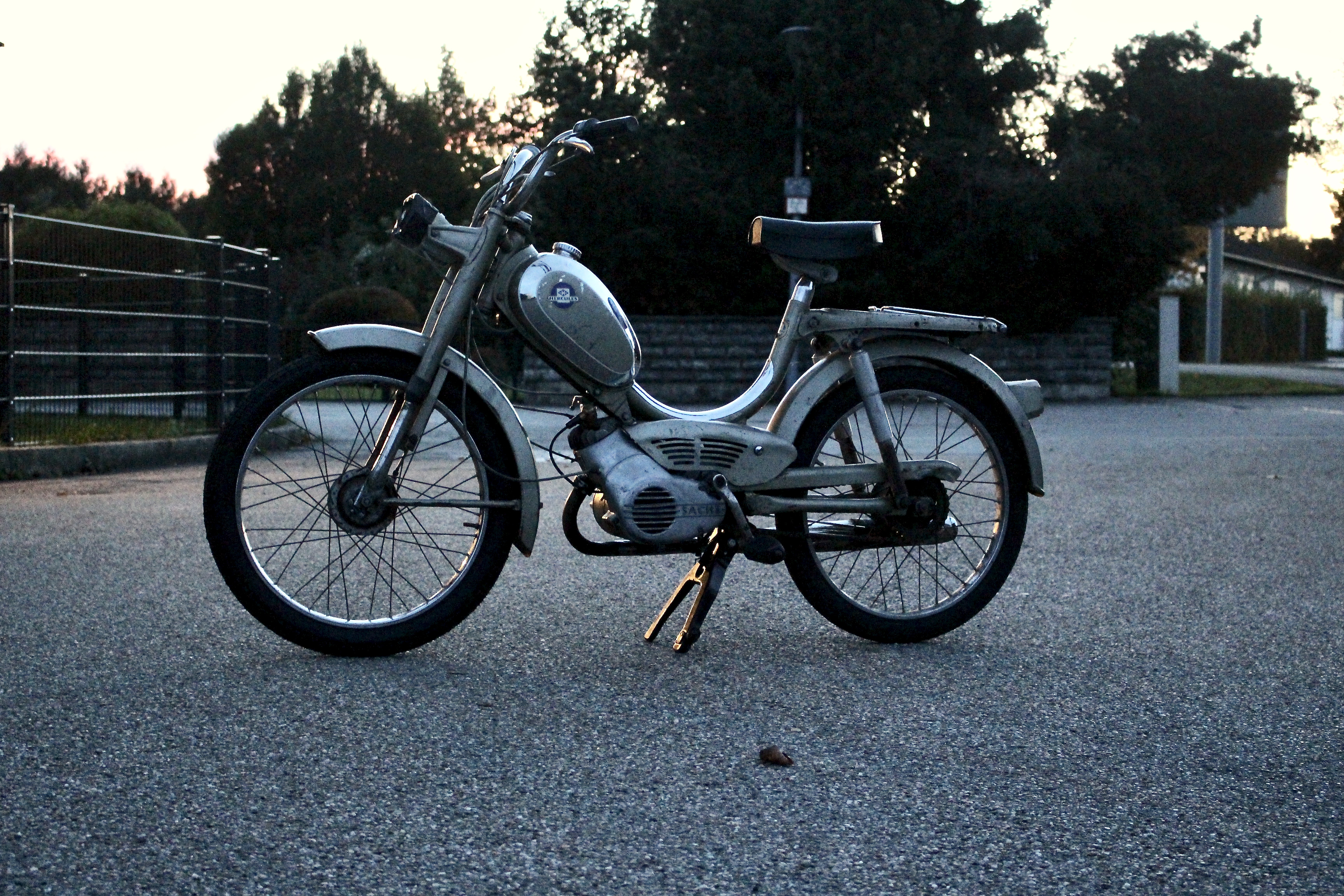
Eine Hercules MF3 Heutzutage, Baujahr 1971

Die Hercules MF3 ist ein Mofa vom Zweiradhersteller Hercules.
Es wurde zwischen den Jahren 1971 und 1975 hergestellt und ist typisch für das Design der 70er.
In die Reihe der Hercules MF3 wurde der bekannte Motor Sachs 50/2 vom Motorenhersteller Sachs verbaut.
Die Hercules MF3 kann trotz ihrem 47ccm Sachs 50/2 Motor eine Geschwindigkeit von bis zu 30 km/h erreichen.

## Technik
Das Mofa wird durch den zur Herstellungszeit sehr beliebten Motor Sachs 50/2 der Ausführung MLC angetrieben und durch ein mit dem Motor gekoppeltes Gebläse gekühlt. Geschaltet wird durch die Handschaltung an der linken Seite am Lenker, hier befindet sich auch die Kupplung.
Durch Trommelbremsen wird das Mofa verzögert, auf der rechten Armaturenseite wird die Vorderbremse gelöst, die Hinterradbremse wird durch Rücktritt betätigt.
Mit einem Bosch-Magnetzünd-Generator werden Vorder- und Rücklicht mit 6 Volt Strom versorgt.
Der Tankinhalt ist mit 3,7 Liter Füllmenge (davon 0,7 Reservetank) vergleichsweise gering, doch der niedrige Verbrauch an Kraftstoff vergrößert den Fahrtbereich. Für den Zweitakt-Motor muss Normalbenzin mit Motoröl im Verhältnis 1:25 getankt werden.
Der Neupreis 1973 betrug 1100 DM.